# Konstancije I. Klor
Konstancije I. Klor (lat. Marcus Flavius Valerius Constantius Herculius Augustus; Marko Flavije Valerije Konstancije Herkulije August, nadimak Chlorus, Zeleni, Blijedi), (?, oko. 250. –  Eboracum, 25. srpnja 306.), rimski car od 305. do 306. Isprva je vladao kao suvladar (cezar) cara Maksimijana na Zapadu (293. – 305.), a zatim kao car (august). Sa svojim sinom Konstantinom I. Velikim osnovao je Konstantinovu dinastiju.

## Životopis
Bio je ilirskog podrijetla i ostvario je značajnu vojnu karijeru, nakon koje je postao upravitelj rimske provincije Dalmacije. Godine 289. odrekao se supruge Helene, majke cara Konstantina Velikog i oženio se Teodorom, kćerkom rimskog cara Maksimijana. Godine 293. Maksimijan ga je uzeo sa svoga suvladara (cezara) i dodijelio mu na upravu Galiju i Britaniju. Otada su dva cara na Zapadu, Maksimijan (august) i Konstancije Klor (cezar) te dva cara na Istoku, Dioklecijan (august) i Galerije (cezar) tvorili tetrarhiju, novi sustav rimske uprave.
Premda je bio dužan provesti Dioklecijanov edikt o progonu kršćana iz 303. godine na teritoriju kojim je vladao, činio je to nevoljko i u maloj mjeri te je uglavnom porušio neke crkve, ali nije proganjao kršćane.
Kada su Dioklecijan i Maksimijan abdicirali s prijestolja 1. svibnja 305. godine, Konstancije je postao novi car (august) na Zapadu. Umro je sljedeće godine za vrijeme uspješnog pohoda na Pikte u Britaniji, a vojska je izglasala njegova sina Konstantina za novoga rimskog cara.

## Vanjske poveznice
|  | Zajednički poslužitelj ima još gradiva o temi Konstancije I. Klor |

- Konstancije I. Hrvatska enciklopedija
- Konstancije I. Proleksis encikopedija
- Constantius I Britannica (engl.)